# Lessac
Lessac ist eine französische Gemeinde mit 576 Einwohnern (Stand 2011) im Norden des Départements Charente in der Region Nouvelle-Aquitaine; sie gehört zum Arrondissement Confolens und zum Kanton Charente-Vienne.

## Geografie
Das Dorf liegt sechs Kilometer nördlich von Confolens an der Straße D 71, wenige hundert Meter westlich des Flusses Vienne. In der Gemarkung der Gemeinde entspringt die Clouère.

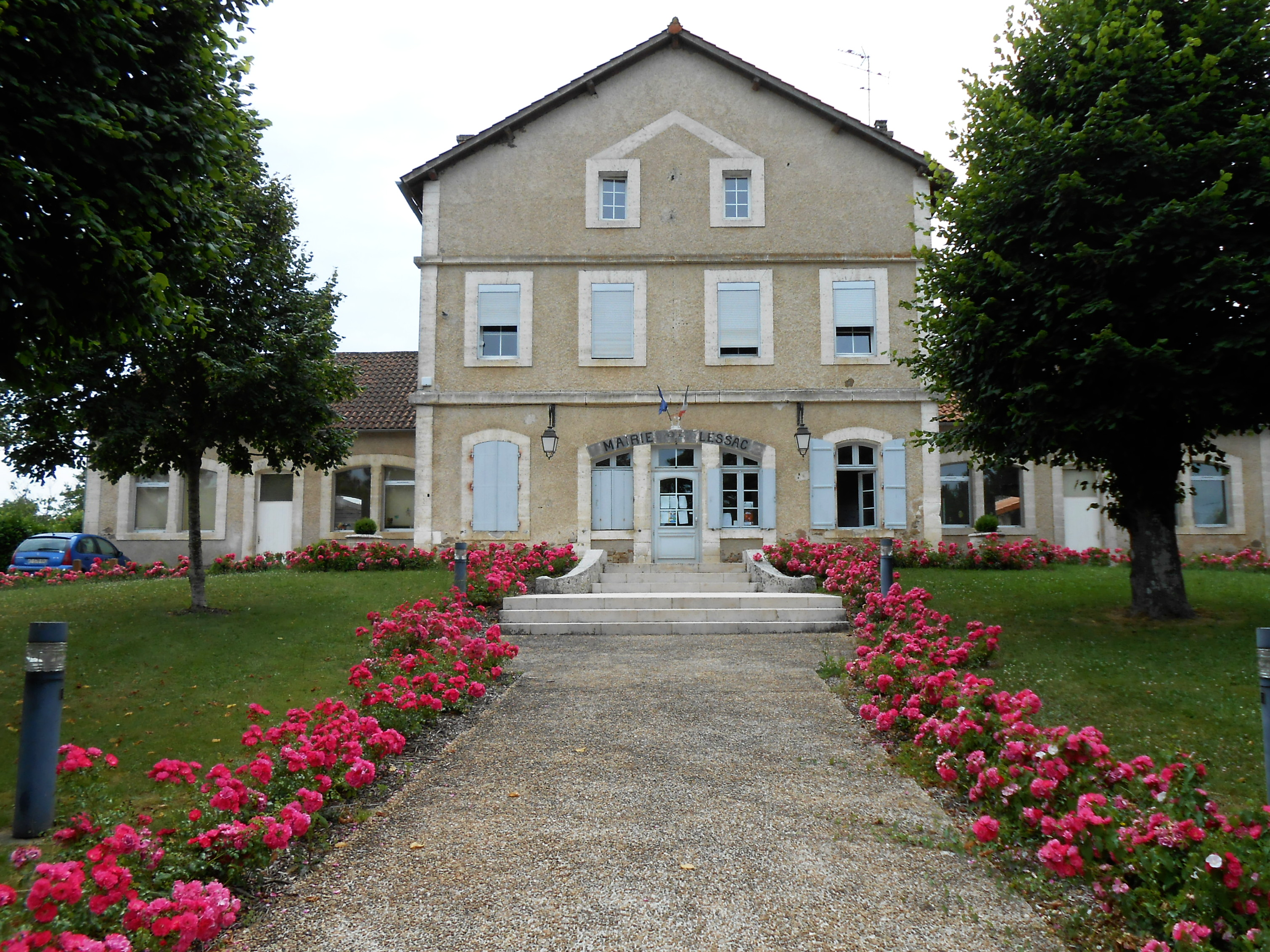
Rathaus von Lessac
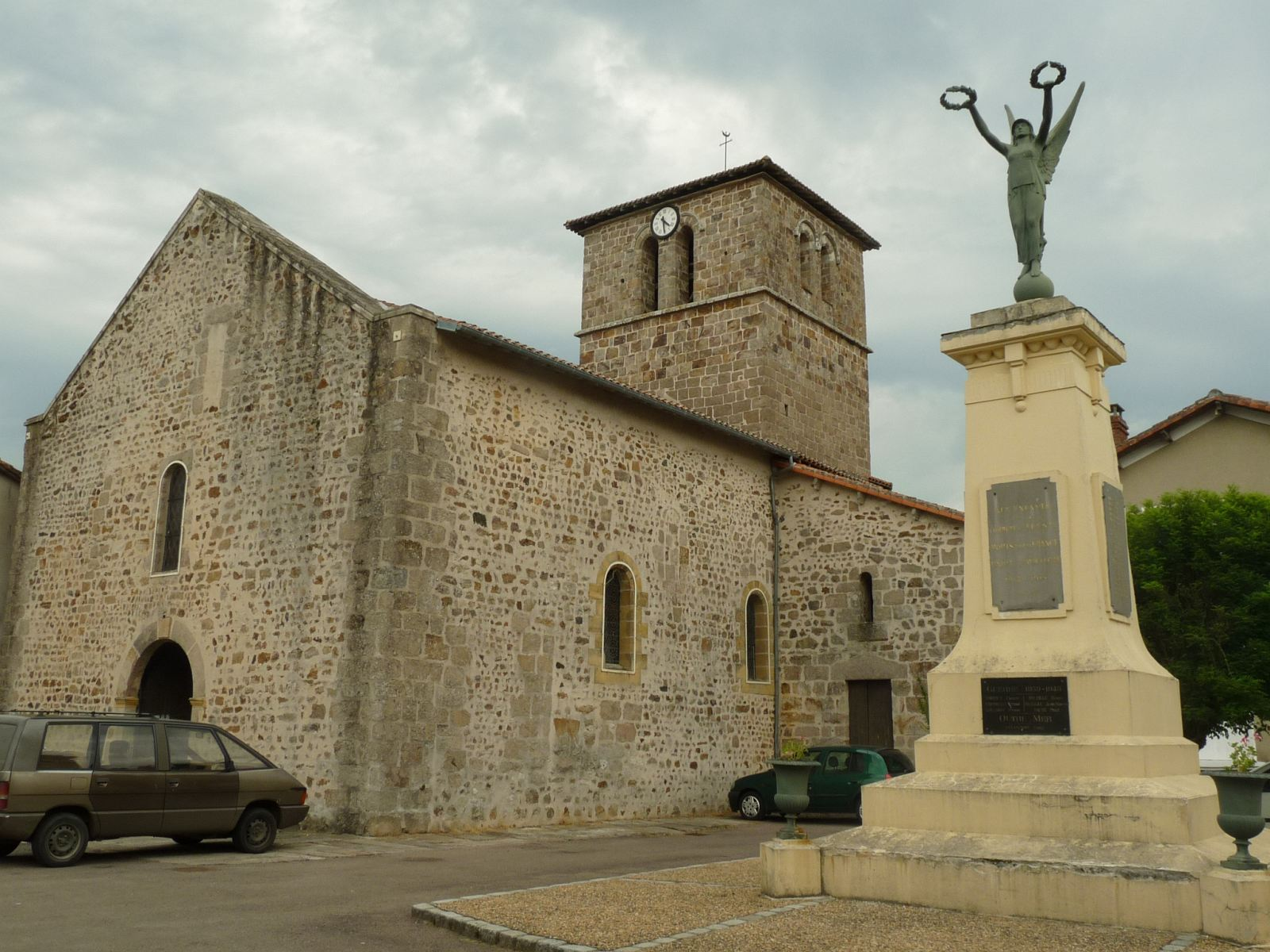
Die Kirche Saint-Pierre von Lessac
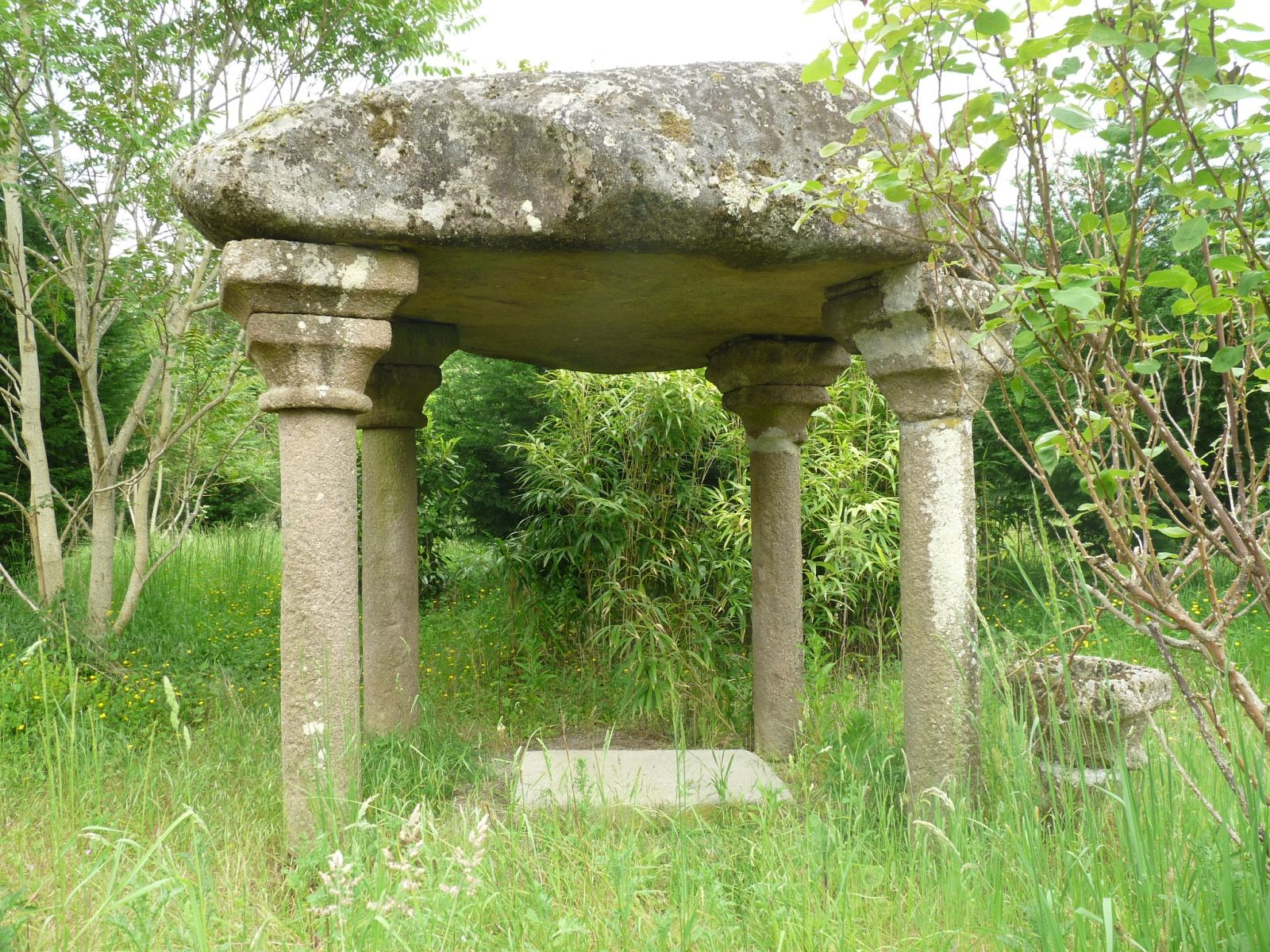
Der Dolmen

## Bevölkerungsentwicklung
| Jahr      | 1793 | 1800 | 1851 | 1901 | 1911 | 1931 | 1946 | 1975 | 1990 | 2011 |
| Einwohner | 976  | 759  | 899  | 1027 | 1044 | 773  | 766  | 591  | 586  | 576  |

## Sehenswürdigkeiten
- Kirche Saint Pierre
- Kapelle Sainte Radegonde im Weiler gleichen Namens
- Dolmen Sainte Madeleine auf einer Insel in der Vienne. Der Dolmen wurde im Mittelalter in eine Kapelle umgewandelt und steht unter Denkmalschutz.

## Domaine de Boisbuchet
Etwa drei Kilometer nördlich des Ortskerns liegt die Domaine de Boisbuchet mit dem 1865 auf einer Anhöhe über der Vienne erbauten Château de Boisbuchet. Das Schloss und das rund 150 Hektar umfassende Landgut wurden 1989 von dem deutschen Kunstsammler Alexander von Vegesack, Kurator und Direktor des Vitra Design Museums in Weil am Rhein, gekauft, um es während der Sommermonate für Workshops für Künstler, Designer, Architekten und interessierte Studenten zu nutzen. Im Architekturpark von Boisbuchet wurden seitdem eine Anzahl von Experimentalgebäuden errichtet, darunter:
- Das Japanische Gästehaus/La maison d’hôtes japonaise (1860 in Japan gebaut und in Boisbuchet neu zusammengebaut)
- Der Papier-Pavillon/Le pavillon de papier (Shigeru Ban, Japan)
- Die Bambus- und die Fiberglaskuppel/Le dôme en bambou et en fibre de verre (Jörg Schlaich)
- Die Manege/Le Manège (Markus Heinsdorff)
- Die Log Cabin/La cabane (Brückner & Brückner Architekten[4])
- Das Bambushaus und der Konferenzpavillon/La maison de bambou et la salle de conferences (Simón Vélez, Kolumbien)
- Die Pyramide/La pyramide (Brückner & Brückner)